# ایزائاک هاسلر
ایزائاک هاسلر (آلمانی: Isaak Hassler؛ ‏ حوالی ۱۵۳۰ – ۱۴ ژوئیهٔ ۱۵۹۱) نوازندهٔ ارگ لوتریان، موسیقی‌دان و معلم موسیقی اهل آلمان بود. وی بیشتر در نورنبرگ فعالیت داشت و پدر هانس لیو هاسلر، کاسپر هاسلر و یاکوب هاسلر بود.